# Altezza mezza bellezza
Altezza è mezza bellezza è un proverbio della cultura popolare italiana.

## Significato
Il significato reale  di questo proverbio, fa riferimento a vecchi detti popolari, ereditati da "tradizione orale" di cui il vero significato è quello d'intendere l'altezza come mezza bellezza. Nell'appena dopo guerra, questo detto era inteso come "mezza altezza mezza bellezza" cioè che una statura  superiore alla media, già dava metà della bellezza dell'uomo. Diverse ricerche darebbero conferma a questa convinzione . Nel  XX secolo nelle Elezioni presidenziali degli Stati Uniti il candidato più alto ha ottenuto la maggioranza dei voti popolari nell'88% dei casi ed ha vinto nell'84% dei casi. .